# アンドラステ (競走馬)
アンドラステ (英: Andraste)は、日本の競走馬。主な勝ち鞍は2021年の中京記念。

## 戦績

### デビュー前
2016年3月17日、社台コーポレーション白老ファームで誕生。その後、一口馬主法人社台レースホースから総額2,000万円（一口50万円×40口）で募集された。

### 3歳（2019年）
3歳になってからのデビューとなり、1月20日の新馬戦（京都芝1600ｍ）で初戦を迎える。レースは逃げる形となり、直線では後続を突き放し4馬身差をつけ快勝。初戦を勝利で飾った。その後は左前脚の第1指骨剥離骨折が判明し手術が行われた。手術明け、半年ぶりの実戦となった3歳以上1勝クラスは新人の岩田望来を起用、斤量49㎏の軽量を生かし、逃げて上がり最速のタイムを出し2馬身差をつけ逃げ切った。3戦目となった西部スポニチ賞は1.7倍の断然人気となるもタガノアスワドに1馬身半差で逃げ切られ2着に敗れた。その後は骨瘤が判明、治療のため2度目の長期休養となった。

### 4歳（2020年）
8月から半年ぶりのレースとなった4歳初戦、4歳以上2勝クラスは復帰戦ながら1.5倍の断然人気に応え、好位から1馬身半抜け出し3勝目を挙げる。昇級初戦となった武庫川ステークスは2番手からレースを進めたが、後続に差し切られ3着、初めて連対を外す。続くパールステークスは中団やや後方から直線で脚を伸ばし、逃げ切りを図るナルハヤを3/4馬身差し切って1着、4勝目を飾った。重賞初挑戦となったエプソムカップは不良馬場のなか上がり最速のタイムで前に迫るも4着に敗れる。1番人気に推された関屋記念は逃げるトロワゼトワルを捕えられず、外から強襲してきたサトノアーサーに差され3着に敗れた。続く京成杯オータムハンデキャップは道中、スムーズに競馬ができず10着と初めての惨敗を喫した。3か月ぶりとなったターコイズステークスは内から追い出しスマイルカナとの叩き合いになったが、最後はハナ差及ばず2着と惜敗した。

### 5歳（2021年）
京都金杯を予定していたが、左前脚の副管骨の骨折が判明し、放牧に出される。6か月の休み明けとなったマーメイドステークスは中団から早めに仕掛けるも4着に敗れる。変則開催により、小倉1800mで施行された中京記念は好位でレースを進め直線入り口で先頭に立って押し切り、2着カテドラルに3/4馬身差をつけ優勝。重賞初制覇を飾った。牝馬の中京記念制覇は1999年のエリモエクセル以来、22年ぶりであった。続く関屋記念は中団から競馬をするも今ひとつ伸びを欠き、8着に敗れた。秋に入り、府中牝馬ステークスとターコイズステークスではともに2着と好走した。

### 6歳（2022年）
京都金杯を予定していたが、左前脚の球節部分に炎症が見つかったため直前で回避。エコー検査の結果、炎症がけい靱帯までに及ぶことが判明したため現役を引退することになった。1月6日付で競走馬登録を抹消、引退後は生まれ故郷の白老ファームで繁殖牝馬となる。

## 競走成績
以下の内容は、JBISサーチおよびnetkeiba.comに基づく。
| 競走日     | 競馬場 | 競走名         | 格   | 距離（馬場）  | 頭 数 | 枠 番 | 馬 番 | オッズ （人気） | 着順 | タイム （上り3F） | 着差 | 騎手        | 斤量 [kg] | 1着馬（2着馬）         | 馬体重 [kg] |
| ---------- | ------ | -------------- | ---- | ------------- | ----- | ----- | ----- | --------------- | ---- | ----------------- | ---- | ----------- | --------- | ---------------------- | ----------- |
| 2019.01.20 | 京都   | 3歳新馬        |      | 芝1600m（稍） | 16    | 3     | 6     | 013.20（5人）   | 01着 | R1:36.9（35.6）   | -0.7 | 0中井裕二   | 54        | （シルヴァーソニック） | 462         |
| 0000.07.20 | 中京   | 3歳上1勝クラス |      | 芝1600m（重） | 15    | 8     | 15    | 005.30（3人）   | 01着 | R1:33.4（34.3）   | -0.3 | 0岩田望来   | 49        | （ソシアルクラブ）     | 466         |
| 0000.08.18 | 小倉   | 西部スポニチ賞 | 2勝  | 芝1800m（良） | 10    | 8     | 10    | 001.70（1人）   | 02着 | R1:47.7（33.9）   | -0.2 | 0和田竜二   | 52        | タガノアスワド         | 470         |
| 2020.02.29 | 阪神   | 4歳上2勝クラス |      | 芝1600m（稍） | 9     | 8     | 9     | 001.50（1人）   | 01着 | R1:34.4（35.0）   | -0.2 | 0川田将雅   | 55        | （ライオネルカズマ）   | 466         |
| 0000.03.29 | 阪神   | 武庫川S        | 3勝  | 芝1600m（稍） | 9     | 3     | 3     | 002.00（1人）   | 03着 | R1:35.6（35.0）   | -0.2 | 0坂井瑠星   | 55        | トーセンブレス         | 458         |
| 0000.05.16 | 新潟   | パールS        | 3勝  | 芝1800m（良） | 14    | 6     | 9     | 002.60（1人）   | 01着 | R1:47.5（33.5）   | -0.1 | 0岩田望来   | 55        | （ナルハヤ）           | 466         |
| 0000.06.14 | 東京   | エプソムC      | GIII | 芝1800m（不） | 18    | 8     | 16    | 009.30（4人）   | 04着 | R1:47.9（35.6）   | -0.2 | 0岩田望来   | 54        | ダイワキャグニー       | 466         |
| 0000.08.16 | 新潟   | 関屋記念       | GIII | 芝1600m（良） | 18    | 2     | 3     | 004.10（1人）   | 03着 | R1:33.5（34.7）   | -0.4 | 0岩田望来   | 54        | サトノアーサー         | 468         |
| 0000.09.13 | 中山   | 京成杯AH       | GIII | 芝1600m（良） | 16    | 3     | 5     | 003.90（1人）   | 10着 | R1:34.5（35.2）   | -0.6 | 0C.ルメール | 53        | トロワゼトワル         | 470         |
| 0000.12.19 | 中山   | ターコイズS    | GIII | 芝1600m（良） | 16    | 3     | 5     | 006.70（3人）   | 02着 | R1:34.6（35.4）   | -0.0 | 0岩田望来   | 54        | スマイルカナ           | 470         |
| 2021.06.20 | 阪神   | マーメイドS    | GIII | 芝2000m（良） | 16    | 6     | 12    | 006.90（3人）   | 04着 | R2:00.8（35.4）   | -0.4 | 0岩田望来   | 55        | シャムロックヒル       | 476         |
| 0000.07.18 | 小倉   | 中京記念       | GIII | 芝1800m（良） | 12    | 3     | 3     | 004.40（1人）   | 01着 | R1:46.2（34.3）   | -0.1 | 0川田将雅   | 54        | （カテドラル）         | 474         |
| 0000.08.15 | 新潟   | 関屋記念       | GIII | 芝1600m（良） | 17    | 4     | 8     | 009.50（3人）   | 08着 | R1:33.2（34.1）   | -0.5 | 0岩田望来   | 55        | ロータスランド         | 478         |
| 0000.10.16 | 東京   | 府中牝馬S      | GII  | 芝1800m（良） | 18    | 2     | 4     | 012.20（5人）   | 02着 | R1:45.6（34.3）   | -0.0 | 0岩田望来   | 54        | シャドウディーヴァ     | 474         |
| 0000.12.18 | 中山   | ターコイズS    | GIII | 芝1600m（稍） | 16    | 5     | 9     | 006.30（3人）   | 02着 | R1:33.0（35.5）   | -0.2 | 0岩田望来   | 56.5      | ミスニューヨーク       | 474         |

## 繁殖成績
|       | 馬名               | 生年   | 性 | 毛色   | 父                 | 馬主                   | 厩舎             | 戦績           |
| ----- | ------------------ | ------ | -- | ------ | ------------------ | ---------------------- | ---------------- | -------------- |
| 初仔  | アンドゥーリル     | 2023年 | 牡 | 黒鹿毛 | サートゥルナーリア | （有）社台レースホース | 栗東・中内田充正 | （デビュー前） |
| 2番仔 | アンドラステの2024 | 2024年 | 牡 | 黒鹿毛 | コントレイル       |                        |                  |                |

- 2025年4月11日現在

## 血統表
| アンドラステの血統          | アンドラステの血統                                               | アンドラステの血統                                               | （血統表の出典）                                                 | （血統表の出典）  |
| 父系                        | サンデーサイレンス系                                             | サンデーサイレンス系                                             | サンデーサイレンス系                                             | [ § 2 ]           |
| 父 オルフェーヴル 2008 栗毛 | 父の父ステイゴールド 1994 黒鹿毛                                 | *サンデーサイレンス                                              | Halo                                                             | Halo              |
| 父 オルフェーヴル 2008 栗毛 | 父の父ステイゴールド 1994 黒鹿毛                                 | *サンデーサイレンス                                              | Wishing Well                                                     |                   |
| 父 オルフェーヴル 2008 栗毛 | 父の父ステイゴールド 1994 黒鹿毛                                 | ゴールデンサッシュ                                               | *ディクタス                                                      | *ディクタス       |
| 父 オルフェーヴル 2008 栗毛 | 父の父ステイゴールド 1994 黒鹿毛                                 | ゴールデンサッシュ                                               | ダイナサッシュ                                                   |                   |
| 父 オルフェーヴル 2008 栗毛 | 父の母オリエンタルアート 1997 栗毛                               | メジロマックイーン                                               | メジロティターン                                                 | メジロティターン  |
| 父 オルフェーヴル 2008 栗毛 | 父の母オリエンタルアート 1997 栗毛                               | メジロマックイーン                                               | メジロオーロラ                                                   |                   |
| 父 オルフェーヴル 2008 栗毛 | 父の母オリエンタルアート 1997 栗毛                               | エレクトロアート                                                 | *ノーザンテースト                                                | *ノーザンテースト |
| 父 オルフェーヴル 2008 栗毛 | 父の母オリエンタルアート 1997 栗毛                               | エレクトロアート                                                 | *グランマスティーヴンス                                          |                   |
| 母 ヴァリディオル 2009 鹿毛 | 母の父Dynaformer 1985 黒鹿毛                                     | Roberto                                                          | Hail to Reason                                                   | Hail to Reason    |
| 母 ヴァリディオル 2009 鹿毛 | 母の父Dynaformer 1985 黒鹿毛                                     | Roberto                                                          | Bramalea                                                         |                   |
| 母 ヴァリディオル 2009 鹿毛 | 母の父Dynaformer 1985 黒鹿毛                                     | Andover Way                                                      | His Majesty                                                      | His Majesty       |
| 母 ヴァリディオル 2009 鹿毛 | 母の父Dynaformer 1985 黒鹿毛                                     | Andover Way                                                      | On the Trail                                                     |                   |
| 母 ヴァリディオル 2009 鹿毛 | 母の母*ヴァレラ Vallera 2001 鹿毛                                | Monsun                                                           | Konigsstuhl                                                      | Konigsstuhl       |
| 母 ヴァリディオル 2009 鹿毛 | 母の母*ヴァレラ Vallera 2001 鹿毛                                | Monsun                                                           | Mosella                                                          |                   |
| 母 ヴァリディオル 2009 鹿毛 | 母の母*ヴァレラ Vallera 2001 鹿毛                                | Val d'Etoile                                                     | Big Shuffle                                                      | Big Shuffle       |
| 母 ヴァリディオル 2009 鹿毛 | 母の母*ヴァレラ Vallera 2001 鹿毛                                | Val d'Etoile                                                     | Vilette                                                          |                   |
| 母系(F-No.)                 | ヴァレラ(GER)系(FN:6-e)                                          | ヴァレラ(GER)系(FN:6-e)                                          | ヴァレラ(GER)系(FN:6-e)                                          | [ § 3 ]           |
| 5代内の近親交配             | Hail to Reason 5×4＝9.38%、ノーザンテースト 5･4（父内）＝9.38%、 | Hail to Reason 5×4＝9.38%、ノーザンテースト 5･4（父内）＝9.38%、 | Hail to Reason 5×4＝9.38%、ノーザンテースト 5･4（父内）＝9.38%、 | [ § 4 ]           |
| 出典                        | 1. 2. 3. 4.                                                      | 1. 2. 3. 4.                                                      | 1. 2. 3. 4.                                                      | 1. 2. 3. 4.       |